# Ida Ou Moumen
Ida Ou Moumen (àrab إدا أو مومن) és una comuna rural de la província de Taroudant de la regió de Souss-Massa. Segons el cens de 2014 tenia una població total de 6.105 persones.